# Italijanske dežele
Italijanska republika je upravno sestavljena iz 20 dežel (regione, množinsko regioni), od katerih je pet dežel »s posebnim statutom«, ki jim dovoljuje določeno avtonomijo. Dežele se delijo na več pokrajin (provincia); izjema je Dolina Aoste, kjer je edina pokrajina združena z deželo.
Ustava predvideva, da se uprava države porazdeli med dežele, pokrajine in občine; zadnjič je bila ta porazdelitev urejena leta 2001. Leta 2005 je parlament odobril korenito prenovo ustave, ki je spreminjala predvsem upravne pristojnosti teh treh organov, a ljudski referendum je te spremembe zavrnil.
Člen 116 Italijanske ustave, ki govori o deželah s posebnim statutom, izrecno zapisuje dvojezično ime dveh dežel, in sicer Trentino-Alto Adige/Südtirol za Trentinsko - Zgornje Poadižje in Valle d'Aosta/Vallée d'Aoste za Dolino Aoste.

## Dežele z rednim statutom
V 1970-ih, ko so bile dežele ustanovljene, jih je večina (15) sprejela redni statut. Glavni deželni organ, deželni svet, je statut odobril z absolutno večino v dveh zaporednih volitvah v razdobju najmanj dveh mesecev. Isti postopek velja za vse statutarne spremembe. Če v roku treh mesecev po objavi spremembe zahteva njen preklic ali popravek vsaj petdeseti del deželnih volivcev ali petina pripadnikov deželnega sveta, se stvar odloči z ljudskim referendumom. Statut ali njegov del, ki je bil predmet referenduma, mora biti potrjen z večino veljavnih glasov.

## Dežele s posebnim statutom
Praviloma se imenujejo avtonomne dežele, kar jih tudi točneje opredeljuje. Te dežele se namreč razlikujejo od ostalih predvsem po večji neodvisnosti od državne oblasti. Imajo širšo zakonodajno in administrativno moč, na primer v šolstvu in zdravstvu. Razen tega jim posebni statusi zagotavljajo večjo finančno podporo s strani države, zaradi česar se veliko obmejnih občin poteguje, da bi prešle iz navadne dežele v avtonomno.
Prve štiri avtonomne dežele je določila že ustavodajna skupščina leta 1948 in to predvsem zaradi izrecno avtonomističnih in separatističnih gibanj, ki so delovala na tistih ozemljih. Gre za Sicilijo, Sardinijo, Dolino Aoste ter Trentinsko - Gornje Poadižje. Dežela Furlanija - Julijska krajina je bila ustanovljena šele leta 1963. Vendar se posebni statuti med seboj precej razlikujejo, odvisno pač od lokalnih potreb in razmer.
Dežela Trentinsko ali Tridentinsko - Gornje Poadižje je posebnost, ker sta tudi obe njeni pokrajini (Trento in Bocen) avtonomni, kar pomeni, da sta enakopravni z deželo tudi v zakonodajnem smislu. Praktično sta pokrajini prevzeli vso deželno oblast in zato je včasih govor kar o pokrajinah s posebnim statutom; trenutno stvar še ni popolnoma urejena z državnim zakonom. 

## Seznam
| Dežela                       | Glavno mesto | Prebivalci | Površina (km²) | Gostota (pr./km²) | Pokrajine in metropolitanska mesta                                                                      | Občine |
| ---------------------------- | ------------ | ---------- | -------------- | ----------------- | --- | ------ |
| Lombardija                   | Milano       | 9.962.458  | 23.863         | 417               | Bergamo, Brescia, Como, Cremona, Lecco, Lodi, Mantova, Milano, Monza in Brianza, Pavia, Sondrio, Varese | 1.502  |
| Lacij                        | Rim          | 5.703.289  | 17.232         | 331               | Frosinone, Latina, Rieti, Rim, Viterbo                                                                  | 378    |
| Kampanija                    | Neapelj      | 5.577.984  | 13.671         | 410               | Avellino, Benevento, Caserta, Napoli, Salerno                                                           | 550    |
| Benečija                     | Benetke      | 4.834.605  | 18.345         | 264               | Belluno, Padova, Rovigo, Treviso, Benetke, Verona, Vicenza                                              | 560    |
| Sicilija                     | Palermo      | 4.788.105  | 25.832         | 186               | Agrigento, Caltanissetta, Catania, Enna, Messina, Palermo, Ragusa, Siracusa, Trapani                    | 391    |
| Emilija - Romanja            | Bologna      | 4.429.512  | 22.453         | 197               | Bologna, Ferrara, Forlì - Cesena, Modena, Parma, Piacenza, Ravena, Reggio Emilia, Rimini                | 330    |
| Piemont                      | Torino       | 4.234.446  | 25.387         | 167               | Alessandria, Asti, Biella, Cuneo, Novara, Torino, Verbano - Cusio - Ossola, Vercelli                    | 1.180  |
| Apulija                      | Bari         | 3.888.864  | 19.541         | 200               | Bari, Barletta - Andria - Trani, Brindisi, Lecce, Foggia, Taranto                                       | 257    |
| Toskana                      | Firence      | 3.647.054  | 22.987         | 159               | Arezzo, Firence, Grosseto, Livorno, Lucca, Massa - Carrara, Pisa, Pistoia, Prato, Siena                 | 273    |
| Kalabrija                    | Catanzaro    | 1.835.002  | 15.221         | 121               | Catanzaro, Cosenza, Crotone, Reggio Calabria, Vibo Valentia                                             | 404    |
| Sardinija                    | Cagliari     | 1.569.535  | 24.100         | 65                | Cagliari, Nuoro, Oristano, Sassari, Južna Sardinija                                                     | 377    |
| Ligurija                     | Genova       | 1.501.222  | 5.416          | 278               | Genova, Imperia, La Spezia, Savona                                                                      | 234    |
| Marke                        | Ancona       | 1.478.881  | 9.427          | 157               | Ancona, Ascoli Piceno, Fermo, Macerata, Pesaro in Urbino                                                | 225    |
| Abruci                       | L'Aquila     | 1.267.301  | 10.831         | 117               | Chieti, L'Aquila, Pescara, Teramo                                                                       | 305    |
| Furlanija - Julijska krajina | Trst         | 1.191.658  | 7.924          | 151               | Gorica, Pordenone, Trst, Videm                                                                          | 215    |
| Trentino - Zgornje Poadižje  | Trento       | 1.076.484  | 13.616         | 79                | Bolzano, Trento                                                                                         | 282    |
| Umbrija                      | Perugia      | 851.619    | 8.464          | 101               | Perugia, Terni                                                                                          | 92     |
| Bazilikata                   | Potenza      | 534.235    | 10.073         | 53                | Matera, Potenza                                                                                         | 131    |
| Molize                       | Campobasso   | 289.102    | 4.460          | 65                | Campobasso, Isernia                                                                                     | 136    |
| Dolina Aoste                 | Aosta        | 122.713    | 3.261          | 38                | Aosta                                                                                                   | 74     |
| Italija                      | Rim          | 58.784.069 | 302.073        | 195               | 107 | 7896   |